# Cordulia aenea
Espèce
Statut de conservation UICN

 LC  : Préoccupation mineure
Cordulia aenea, la Cordulie bronzée, est une espèce d'insectes odonates anisoptères (libellule) appartenant à la famille des corduliidés.

## Distribution
Eurasiatique ; en Europe, de la France (sauf le sud) à la Finlande (sauf l'extrême nord) et à la Russie ; les populations sud-européennes sont plus fragmentées : elles fréquentent les lacs de montagne jusqu'à 2 000 m environ.

## Description
- Longueur du corps : 47 à 55 mm.
- Abdomen du mâle élargi en massue au niveau des segments S7 et S8 ; dans les deux sexes, présence de taches claires inférieures (plus blanches chez la femelle).
- Thorax vert à bronze brillant recouvert de longs poils clairs.
- Yeux verts (comme ceux des Somatochlora).
- Taches jaunes de la face absentes sur le front (contrairement aux Somatochlora qui en sont pourvus).
- Base des ailes jaune-ochracé (tache plus étendue aux ailes inférieures).

D'après les odonatologues, l'observation de l'animal capturé peut mener à une identification plus sûre.

## Habitat
Cette espèce préfère les eaux stagnantes en milieu boisé mais on la trouve parfois aux abords de cours d'eau lents, de canaux, etc.

## Notes et références

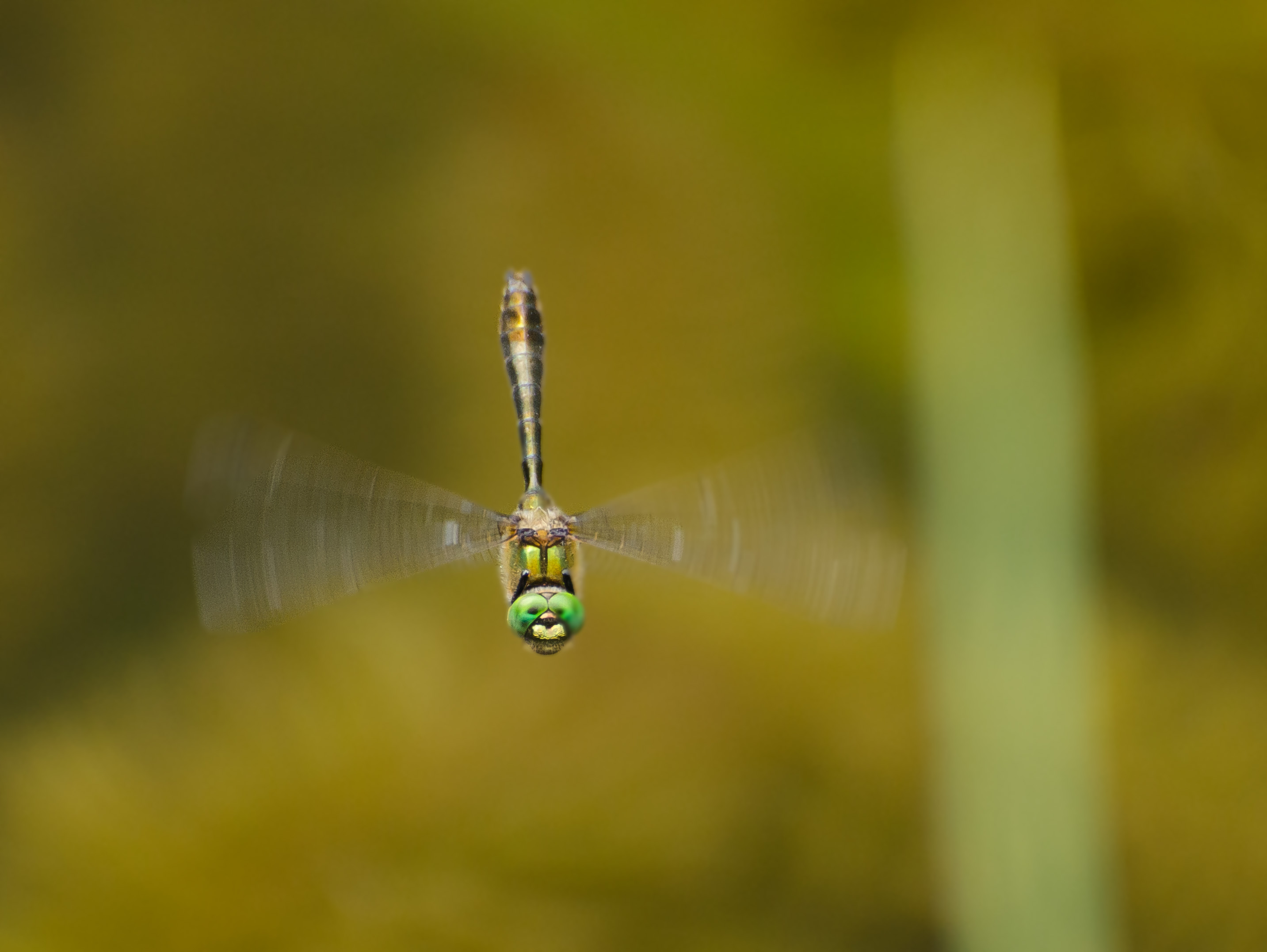
En vol